# NGC 431

NGC 431

NGC 431 هي مجرة تتبع كوكبة المرأة المسلسلة. اكتشفها جون هيرشل في 22 نوفمبر 1827.

## روابط خارجية
- NGC 431 على موقع ويكي سكاي: DSS2, SDSS, GALEX, IRAS, Hydrogen α, X-Ray, Astrophoto, Sky Map, Articles and images